# Német spicc
Minden német spitz, függetlenül attól, hogy milyen méretű vagy színű, egy családot képez és egy tipikus "spitz" kinézettel rendelkezik. A német spiccek közé öt típus sorolható:
- Wolfspitz (Keeshound)
- Nagyspitz
- Középspitz
- Kisspitz
- Törpespitz (Pomerániai)

## Történet
A Német spitzek (Deuscher spitz) Közép-európa legrégebbi kutyafajtája. Valószínűleg az úgynevezett tőzegkutya (Canis familiaris palustris Rüthimeyer ) leszármazotjai, mely a kőkorszakban elterjedt háziállat volt, ezek a kutyák a vikingekkel kerültek a mai Németország és Hollandia területére. Eredetileg a mai Nagyspitzhez hasonlítottak leginkább ezek a kutyák, és belőlük alakult ki később a másik három típus.

## Küllem
A spitzek gyönyörű szőrzetükkel hódítanak. A gazdag aljszőrzet és a hosszú, egyenes és elálló fedőszőr adják a jellegzetes kinézetet. Különösen feltűnő rajtuk a nyak körüli sörényszerű gallér, a bozontos szőrzetű farok amit a hátukon fölkunkorítva hordanak, és a rókaszerű fej élénk szemekkel. Mindez és a kicsi, hegyes, felálló fülek adják a spitznek a karakteres, hetyke kinézetet. Felépítésük kvadratikus, melyet a faroktartás csak erősít. Az időjárással szemben "közönyös" fajta, szőrzetük megvédi őket az esőtől, hótól és hidegtől. Viszonylag hosszú életűek.

## Jellem
Sosem félősek vagy agresszívek, gond nélkül ajánlhatóak családi kutyának városban vagy vidéken egyaránt. Élénkek, néha kissé túlzottan ugatósak. Ragaszkodóak a gazdájukhoz, de idegenekkel szemben bizalmatlanok. Könnyen taníthatóak.

## Rokon fajták
- Olasz volpino
- Eurázsiai
- Elo®
- Finn spicc